# Gimel
Gimel (ג) är den tredje bokstaven i det hebreiska alfabetet. Uttalet beskrivs som ett mjukt gomljud. 
Med en apostrof (ג׳) uttalas gimel som g:et i George eller j:et i juice (engelskt uttal).
Med en punkt (daghesh lene) inuti bokstaven återger den en tonande velar klusil, som i IPA tecknas som [g] och uttalas som bokstaven g i svenska "gap".
Utan punkt (daghesh lene) inuti bokstaven uttalas det mjukare som 'g' i svenska "göra".
ג har siffervärdet 3.